# کلیسای جامع شارتر
کلیسای جامع بانوی قدیس ما شارتر (نتردام) (فرانسوی: Cathédrale Notre-Dame de Chartres‎) یک کلیسای جامع متعلق به فرانسه در قرون وسطی است که واقع در شارتر، حدود ۸۰ کیلومتر (۵۰ مایل) جنوب غربی پاریس است. این کلیسا به عنوان یکی از عالی‌ترین مثال‌های معماری گوتیک فرانسوی به‌شمار می‌رود. کلیسای جامع کنونی به‌طور عهده در بین سال‌های ۱۱۹۳ تا ۱۲۵۰ ساخته شده‌است.

## نمای غربی
نمای غربی موجود که از وجوه گوناگونی یادآور کلیسای سن دنی است، به واحدهای دو یا سه‌گانه تقسیم شده که نمونه‌ای از آشکارگی است. با این همه چون کار ساخت آن در چند مرحله بود و هرگز به‌طور کامل به پایان نرسید، هماهنگی در نتیجه کار تکوینی است نه نظام‌مند. برای نمونه، دو برج غربی آن که شبیه هم هستند، با هم یکی نیستند. افزون بر آن، مناره‌های هرمی آنها، برج‌های نوک تیز با هم تفاوت دارند. یکی از مناره‌های هرمی -سمت چپ در تصویر- مربوط به سدهٔ شانزدهم است درحالی که ۳۰۰ سال از برج دیگر جوانتر است.